# Langenthaler Elle
Die Langenthaler Elle war ein Schweizer Längenmaß und zählte zu den Berner Maßen.
Diese Tuchelle war beim Leinwandhandel gebräuchlich und existierte neben dem sogenannten Pariser Stab, der Aune. In alter Maßangabe war diese Elle 25 ½ Berner Zoll lang.
Zur Vermeidung von Missbrauch und Betrug wurde die Elle schon 1758 und 1761 durch Verordnungen geregelt, und vereidigte Tuchprüfer und -besichtiger wurden eingesetzt. Zur Verkörperung der Langenthaler Elle als Mutterelle diente ein Stab mit der zweifachen Elle plus an jeder Seite ein Zuschlag von einem Berner Zoll.
- 1 Langenthaler Elle = 276,25 Pariser Linien = 0,6232 Meter

Zum Vergleich die Berner Elle:
- 1 Berner Elle = 0,5417 Meter